# Charles-Michel de l'Épée
Abbé Charles-Michel de l'Épée (francouzsky: [ʃaʁlmiʃɛl dəlepe]; 24. listopadu 1712 – 23. prosince 1789) byl francouzský filantrop a učitel 18. století, znám také jako „otec neslyšících“.

## Přehled
Charles-Michel de l'Épée se narodil do bohaté rodiny ve Versailles, sídle politické moci tehdejšího nejmocnějšího království Evropy. Následně studoval, aby se mohl stát katolickým knězem.
Po studiu obrátil svou pozornost k dobročinným službám pro chudé. Na jedné výpravě do pařížských slumů měl příležitost se setkat s dvěma mladými neslyšícími sestrami, které komunikovaly pomocí znakového jazyka. L'Épée se proto rozhodl věnovat svůj život výchově a "spáse" neslyšících. V roce 1760 pak založil školu pro neslyšící.
V souladu s vyvstávajícím filosofickým myšlením té doby l'Épée věřil, že neslyšící lidé jsou schopni jazyka. Tudíž by měli být schopni přijímat svátosti a vyhýbat se tak peklu. Začal rozvíjet systém výuky francouzského jazyka a náboženství pro neslyšící. Na počátku šedesátých let se jeho útočiště stalo první bezplatnou školou pro neslyšící na světě otevřenou pro veřejnost.
Ačkoli se l'Épée původně zajímal o náboženské vzdělání, jeho veřejné obhajování neslyšících a rozvoj jakési „znakované francouzštiny“ umožnily neslyšícím poprvé se legálně bránit u soudu.
L'Épée zemřel na počátku francouzské revoluce v roce 1789. Jeho hrobka je umístěna v kostele svatého Rocha v Paříži. Dva roky po jeho smrti ho Národní shromáždění uznalo za „dobrodince lidstva“ a přiznalo neslyšícím lidem práva dle Deklarace práv člověka a občana. V roce 1791 začala l'Épéeho škola, Institution nationale des sourds-muets à Paris (Pařížský institut pro hluchoněmé), získávat vládní financování. Byla později přejmenována na Institut St. Jacques a poté znovu přejmenována na její současné jméno: Institut national de jeunes sourds de Paris. L'Épéeho výchovné metody se rozšířily po celém světě. Abbé de l'Épée je dnes považován za jednoho ze zakladatelů vzdělávání neslyšících.
Po jeho smrti l'Épée ho na pozici ředitele školy nahradil Abbé Roch-Ambroise Cucurron Sicard.

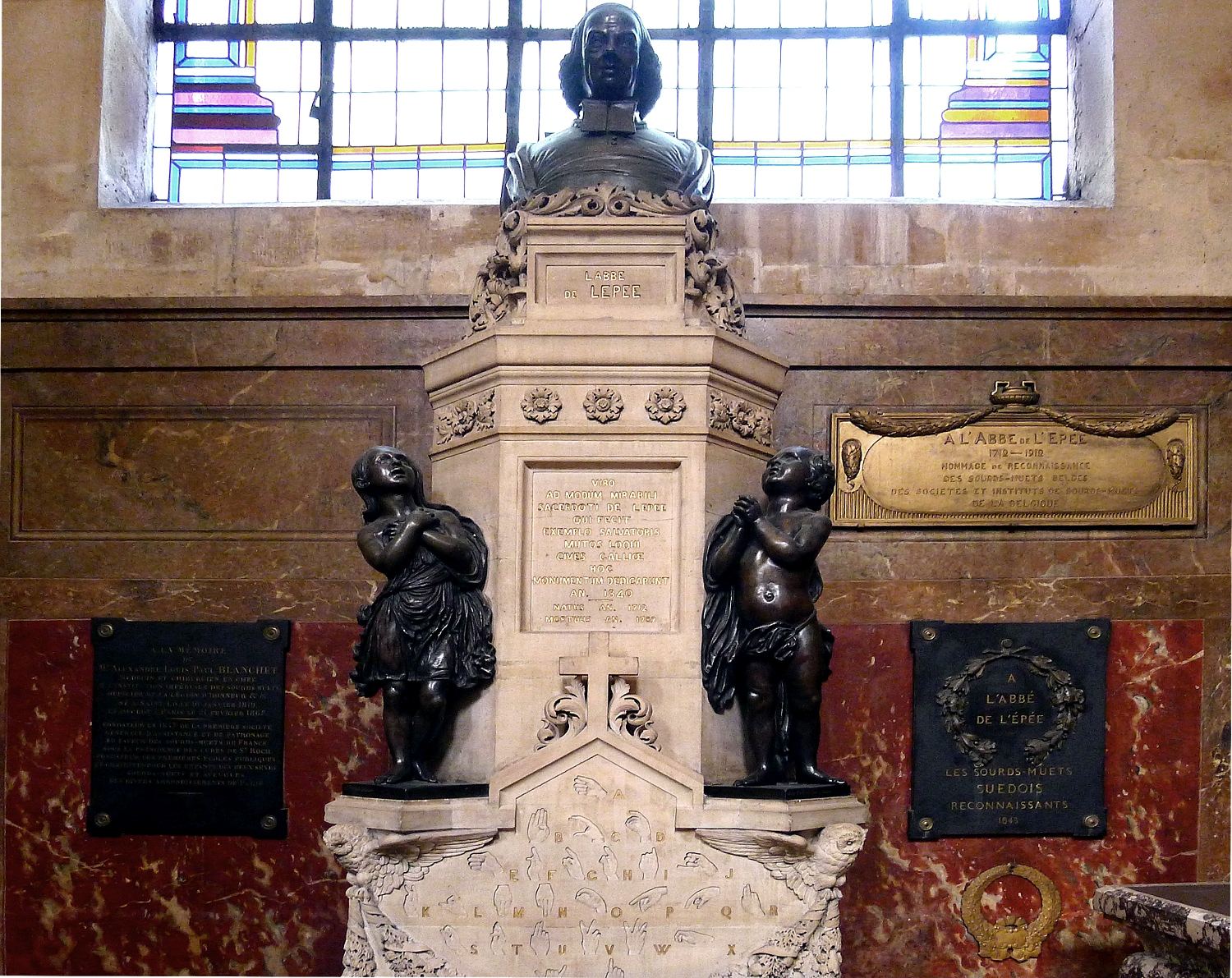
Abbéovy signes méthodiques jsou zobrazeny na jeho památníku v kostele svatého Rocha v Paříži

## Metodické posunky (signes méthodiques)
Metodické posunky byla vzdělávací metoda, která zdůrazňovala používání gest nebo ručních znaků. Byla založená na principu, že „hluchoněmým musí být vyučováno očima tomu, čeho ostatní lidé získávají uchem.“
Ačkoli l'Épée uznával, že v Paříži již existuje neslyšící komunita, dorozumívající se znakovým jazykem, jejich jazyk (nyní známý jako starý francouzský znakový jazyk) vnímal jako primitivní. Svým (slyšícím) učitelům radil, aby se naučili znaky (lexikon), které by pak mohli používat ve výuce svých neslyšících studentů, on sám však ve třídě jazyk neslyšících nepoužíval. Místo toho vyvinul idiosynkratický gesturální systém využívající některé prvky jeho lexikonu v kombinaci s dalšími jím vymyšlenými znaky, tak aby reprezentovaly všechna slovesná zakončení, členy, předložky a pomocná slovesa francouzského jazyka.
V angličtině je l'Épéeho systém známý jako “metodické znaky” ("Methodical Signs") nebo “stará znakovaná francouzština” ("Old Signed French"), ale je původnímu významu lépe odpovídá překlad systematizované znaky (systhematised signs). Přestože l'Épéeho systém položil filosofické základy pro pozdější vznik manuálně kódovaných jazyků, jako je například znakovaná angličtinu, jeho provedení se poněkud lišilo. Například pro vyznakování slova croire ("věřit") bylo potřeba použít pěti samostatných znaků - čtyř s významem "vědět", "cítit", "říkat" a "nevidět" a jeden, který označil slovo jako sloveso (Lane, 1980: 122). Slovo indéchiffrable („nesrozumitelné“) bylo také produkován řetězcem pěti znaků: vnitřek-pochopit-možný-přídavné jméno-ne. Stejně jako manuálně kódované jazyky byl l'Épéeho systém pro neslyšící těžkopádný a nepřirozený. Neslyšící žák (a později učitel) na l'Épéeho škole, Laurent Clerc, napsal, že neslyšící nikdy nepoužívali signed méthodiques při komunikaci mimo třídu, preferovali svůj vlastní komunitní jazyk (francouzský znakový jazyk).
Ačkoli l'Épée měl údajně s touto vzdělávací metodou velký úspěch, jeho úspěchy byly později zpochybněny kritiky, kteří se domnívali, že jeho studenti pouze opakovali jeho gesta, spíše než, že by chápali jejich význam.

## Vzdělávací odkaz
To, čím se Abbé de L'Épée lišil od svých předchůdců v oblasti vzdělávání neslyšících a co mu zajistilo místo v historii, je to, že zpřístupnil své metody a učebny pro veřejnost a další vychovatele neslyšících. V důsledku jeho otevřenosti, stejně jako jeho úspěchů, se jeho metody staly natolik vlivnými, že jejich odkaz je stále patrný v současném vzdělávání neslyšících. L'Épée také zavedl programy vzdělávání zahraničních učitelů, kteří pak jeho metody přenesli zpět do svých zemí a založili četné školy pro neslyšící po celém světě. Laurent Clerc, neslyšící žák pařížské školy, se stal spoluzakladatelem první školy pro neslyšící v Severní Americe a přinesl s sebou znakový jazyk, který tvořil základ moderního amerického znakového jazyka, včetně znaků abecedy ASL.
Některé školy pro neslyšící v Německu a ve Velké Británii, které byly současníky pařížské školy Abbého de l' Épée, používaly, na rozdíl od l'Épéeho manuálního přístupu, přístup oralistický, kladoucí důraz na řeč a čtení ze rtů. Příslušníci těchto škol vnímali l'Épéeho jako svého soupeře a své metody drželi v tajnosti. Spor o oralismus a manualismus probíhá dodnes. Oralismus je někdy označován jako německá a manualismus jako francouzská metoda, v odkazu na místa jejich vzniku.
Pařížská škola stále existuje, avšak nyní se ve výuce používá francouzský znakový jazyk spíše než l'Épéeho metodické znaky. Nachází se v Rue Saint-Jacques (ulice Svatého Jakuba) v Paříži a je jednou ze čtyř mezinárodních škol pro neslyšící - těmi dalšími jsou školy v Metzu, Chambéry a Bordeaux.

## Mýty
Dokonce i v současnosti je l'Épée běžně znám jako vynálezce znakového jazyka nebo jako ten kdo „naučil neslyšící znakovat“. Ve skutečnosti ho znakovat naučili neslyšící. L'Épée roztřídil a zaznamenal francouzské znaky, aby se jim byli schopni naučit i ostatní, kteří by je mohli používat ve vzdělávání, zejména o křesťanské víře.

## Pocta
Dne 24. listopadu 2018 si Google Doodle připomněl jeho 306. narozeniny.

## Publikovaná díla
- 1776. Institution des sourds et muets, par la voie des signes méthodiques. Nyon l'ainé.
- 1784. La véritable manière d'instruire les sourds et muets, confirmée par une longue expérience. Paříž: Nyon l'aîné.
- Dále započal práci na Dictionnaire général des signes, který byl dokončen jeho nástupcem, Abbém Sicardem.